# برزه (اردن)
برزه (به عربی: برزة) یک منطقهٔ مسکونی در اردن است که در استان امان واقع شده‌است.